# Martín Cid
Martín Cid (Zamora, hacia 1090-Monasterio de Valparaíso, 7 de octubre de 1152) fue un anacoreta y monje cisterciense, fundador del monasterio de Valparaíso (ubicado en las proximidades de Peleas de Arriba, en la actual provincia de Zamora). Es venerado como santo por la Iglesia católica.

## Biografía
Martín Cid nació a Zamora, hijo de Martín Cid, noble de la ciudad. Martín estudió y se hizo religioso, a pesar de ser hijo único y heredero, y marchó con algunos compañeros a hacer vida eremítica en una cueva de las montañas próximas a Zamora, en la actual Peleas de Arriba. Martín pensó, con el paso del tiempo, que sería mejor hacer una fundación monástica y lo consultó con el obispo zamorano Bernardo de Perigord. Este había visto el monasterio cisterciense de Moreruela y había quedado admirado, y pidió al obispo de Cîteaux, entonces Bernardo de Claraval, que enviara monjes para hacer un monasterio de la nueva Orden del Císter, y envió cuatro.
El obispo dio a Martín Cid, en el lugar de Peleas, un edificio donde fundaron un hospital para los peregrinos que iban a Santiago de Compostela siguiendo la Vía de la Plata. Los monjes cistercienses se instalaron e instruyeron a Martín Cid, que profesó como monje y afilió la fundación monástica a la orden cisterciense, convirtiéndose en abad.
Un tiempo después, Alfonso VII de Castilla se encontraba de cacería por la zona y conoció a Martín Cid. La leyenda dice que perseguía un ciervo o un jabalí y que este escapó y se refugió en la iglesia; el rey entró y encontró a Martín Cid, que rogaba y hacía penitencia. Lo conoció y, admirado de su santidad, le concedió tierras en El Cubo de Tierra del Vino para que edificara un monasterio. El nuevo monasterio, ya cisterciense, se denominó de Bellofonte y, más tarde, monasterio de Valparaíso, que se fundó en 1137. Martín fue abad del nuevo monasterio durante quince años, hasta su muerte el 7 de octubre de 1152.

## Veneración
Fue sepultado en la iglesia de San Miguel del monasterio y fue trasladado en 1232 a una capilla de la propia iglesia. Nuevamente, fue trasladado a la iglesia en 1610. Cuando el monasterio fue derruido, las reliquias se llevaron a la parroquia de Peleas de Arriba y de allí a la Catedral de Zamora, donde llegaron el 29 de octubre de 1835 y fueron instalados en la capilla de San Nicolás. Sucesivamente fueran al claustro y a la capilla del Cardenal.
En mayo de 1980, el arca de las reliquias fue llevada al convento de monjas benedictinas de la Ascensión del Señor de Zamora: se encuentra bajo el altar de la iglesia, de construcción moderna.
El culto que se le rendía desde su muerte fue confirmado por la Sagrada Congregación de Ritos el 13 de agosto de 1701 y por el papa Clemente XI el 25 de septiembre de 1710. A pesar de que en el martirologio romano consta como beato, la tradición y el calendario litúrgico hispánico lo denominan santo.